# Torii Kiyomasu II
Torii Kiyomasu II est un nom japonais traditionnel ; le nom de famille (ou le nom d'école), Torii, précède donc le prénom (ou le nom d'artiste).
Torii Kiyomasu II (鳥居 清倍) est un peintre japonais de ukiyo-e et un imprimeur d'estampes sur bois de l'école Torii, spécialisé, comme les autres artistes Torii, dans les affiches et autres images de promotion du théâtre kabuki. Les spécialistes sont dans l'incertitude quant aux relations qui lient Kiyomasu II à Kiyomasu I qui le précède de quelques dizaines d'années. Il se peut qu'ils soient proches l'un de l'autre ou maître et élève comme il se peut qu'il s'agisse de la seule et même personne.
Ses impressions, comme beaucoup de celles de l'époque, sont réalisées en ayant largement recours aux techniques de l'urushi-e (impression laquée) et de la benizuri-e (impression en rose). Les lignes ou les contours des tirages eux-mêmes sont souvent en monochrome ou en un nombre limité de couleurs et le reste est fait à la main.
Richard Douglas Lane écrit que la majorité des œuvres de Kiyomasu II est « très stéréotypée, manquant de vitalité et de créativité ». Il écrit la même chose des réalisations de Torii Kiyonobu II mais dit des deux artistes que « peut-être dans un quart de leurs productions, ils réussissent à dépasser les limites de leurs propres talents restreints pour créer des œuvres d'un charme et d'une élégance rares » .